# Nenad Bogdanović

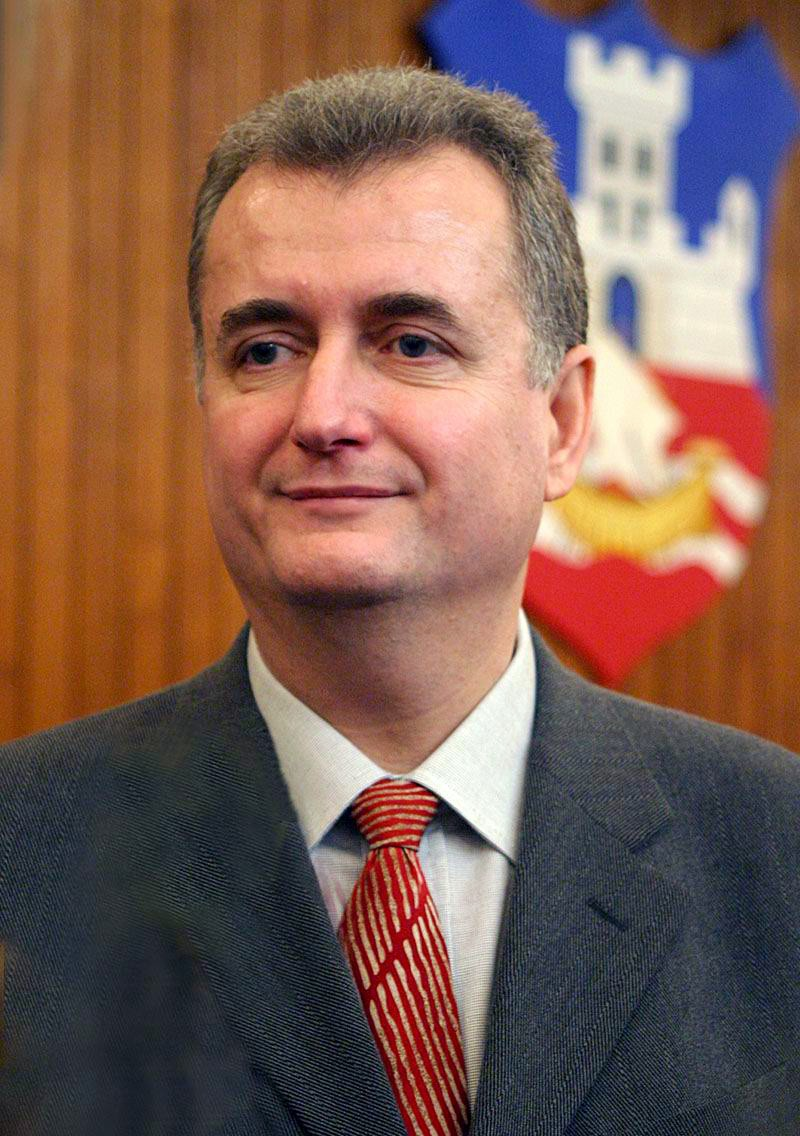
Nenad Bogdanović

Nenad Bogdanović (serbisch-kyrillisch Ненад Богдановић; * 12. Mai 1954 in Beška; † 27. September 2007 in Belgrad) war ein serbischer Politiker und Mitglied der Demokratischen Partei (DS). Von 2004 bis zu seinem Tod war er Bürgermeister von Belgrad.

## Werdegang
Nach dem erfolgreichen Besuch eines mathematisch-naturwissenschaftlichen Gymnasiums studierte Bogdanović von 1978 bis 1981 Elektrotechnik und schloss das Studium mit einem Diplom ab.
Nach dem Studium befasste er sich zwei Jahrzehnte lang mit Forschung und Entwicklung im Bereich Telekommunikation, später mit Manageraufgaben, zunächst im Institut Mihajlo Pupin und später in anderen Firmen dieser Branche. 1989 wurde er zum Direktor für gemeinsame Investitionen der Gesellschaft GTE Telecommunications und EI Pupin ernannt. Ab 1991 war er kaufmännischer Direktor und ab 1996 Generaldirektor des Joint Ventures Alcatel Pupin Jugoslavija.
1992 wurde er Mitglied der Demokratischen Partei (DS). Im darauffolgenden Jahr wurde er von der Partei zum Vorsitzenden des Ausschusses von Zemun, zum Vizevorsitzenden des Stadtausschusses und zum Parteiobmann für Belgrad gewählt.
Zunächst führte er als Chef des DOS-Wahlstabs in Belgrad die Koalition zu einem Sieg auf Stadtebene. Seitdem hielt er als Chef des Krisenstabs der Stadt „die Fäden des anarchischen postrevolutionären Belgrads“ in der Hand, wie in der ersten biographischen Zeitungsnotiz nach seiner Wahl vermerkt wurde.
Das Handwerk der Stadtverwaltung erlernte er als stellvertretender Vorsitzender der Experten-„Regierung für Belgrad“ der Demokratischen Partei und des GSS (Bürgerbund Serbiens). Freunde und Mitarbeiter, aber auch seine politischen Gegner, beschrieben ihn als besonnenen, zurückhaltenden, präzisen und sehr energischen Mann.
Bogdanović starb im September 2007 im Alter von 53 Jahren an Krebs.